# Friedhofskapelle Oberlienz

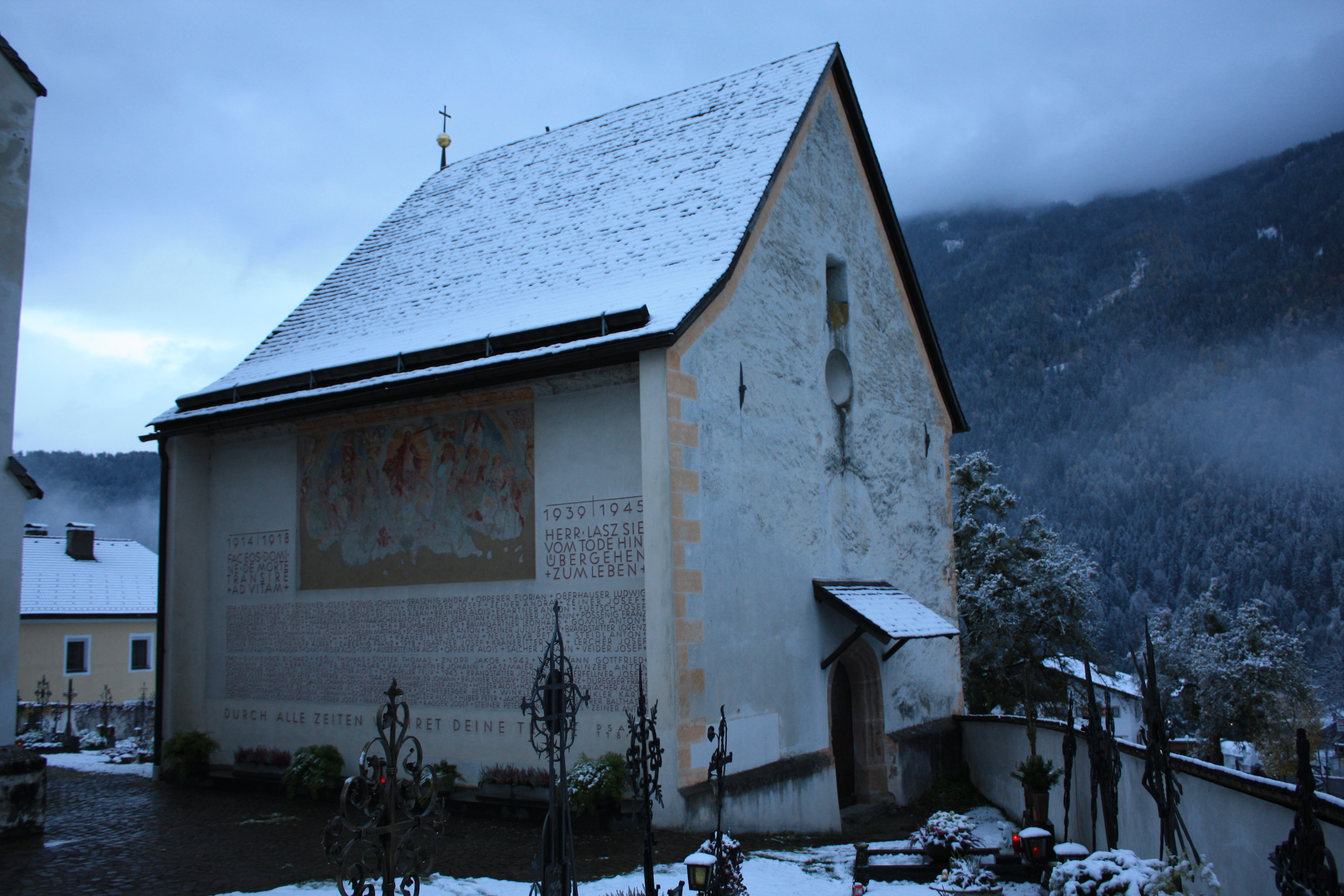
Friedhofskapelle Oberlienz mit Fresko Weltgericht und Kriegerdenkmal

Die Friedhofskapelle steht neben der Pfarrkirche Oberlienz im ummauerten Friedhof in der Gemeinde Oberlienz im Bezirk Lienz im Bundesland Tirol. Die Kapelle steht unter Denkmalschutz (Listeneintrag).

## Geschichte
Die Kapelle wurde wohl im Ende des 15. Jahrhunderts errichtet und in der zweiten Hälfte des 17. Jahrhunderts umgebaut und eingewölbt.

## Architektur
Der einfache Kapellenbau mit einem umlaufenden Sockel hat einen Dreiachtelschluss und zwei einfach getreppte Strebepfeiler. Das Rundbogenportal hat eine profilierte Rahmung. Die alte Fensterordnung ist noch erkennbar.
Die Nordseite zeigt das Fresko Weltgericht um 1530, die untere Bildhälfte ist zerstört. Die Nordseite der Kapelle wurde unter Einbeziehung des Freskos durch den Architekten Georg Reitter 1963 zu einem Kriegerdenkmal umgestaltet.
Das Kapelleninnere zeigt einen einheitlichen Raum unter einem Tonnengewölbe mit Stichkappen auf Konsolen. Das Gewölbe zeigt Stuckrippen in dekorativer Anordnung mit Laubkränzen, Perlschnüren und ein Lilienmotiv. Eine hölzerne Empore sitzt auf einem flachen gemauerten Bogen auf.

## Ausstattung
Den Altar stiftete der Lienzer Pfarrer Leo Leonhard Hönigler 1619, der Altar hat einen Aufbau mit Säulen, geradem Gebälk, der Aufsatz hat einen gebrochenen Volutengiebel und Beschlagwerk, er zeigt das Altarbild Geburt Christi mit den Heiligen Karl Borromäus und Ambrosius, gemalt von Erasmus Hämmerl 1619, der Aufsatz zeigt das Bild Gottvater und Heiliger Geist.
Auf der Empore gibt es den sogenannten Grüftl-Juden, 1707 gestiftet, als drastisch realistische Figurengruppe aus der Passion Christi, in ca. 3/4-Lebensgröße. Hinter den Figuren gibt es Secco-Malereien mit der Darstellung einer Landschaft mit Jerusalem und den sich nähernden Schergen mit Judas an der Spitze 1678. Weiters gibt es eine Beweinungsgruppe mit acht Figuren von Johann Paterer aus der zweiten Hälfte des 18. Jahrhunderts. Das Bild Vierzehn Nothelfer entstand 1717. Die Kreuzwegbilder schuf Jakob Meier 1747.